# رون هاگ
رون هاگ (انگلیسی: Rune Hauge؛ زادهٔ ۲۳ آوریل ۱۹۵۴) مدیربرنامه ورزشی، و بازیکن فوتبال اهل نروژ است. او نماینده جان جنسن و پل لیدرسن در طی انتقال آن‌ها به باشگاه فوتبال آرسنال در اوایل دهه ۱۹۹۰ بود. این امر باعث می‌شود تا مدیر آرسنال، جورج گراهام درگیر ادعاهایی شود مبنی بر اینکه هاوگ ۴۲۵٬۰۰۰ پوند برای خرید بازیکنان به او «رشوه» پرداخت کرده‌است. گراهام بعداً با اعتراف به دریافت «هدیه ناخواسته» توسط اتحادیه فوتبال انگلستان مقصر شناخته شد و به مدت یک سال محروم شد. پیش از این هاوگ در خرید آندری کانچلسکیس و پیتر اشمایکل برای منچستر یونایتد نقش داشت.

هاگ در سال ۱۹۹۵ توسط فیفا از فعالیت به‌طور مادام العمر منع شد، اما بعداً به دو سال تعلیق مجوز وی کاهش یافت.